# Chouquette
Pour les articles homonymes, voir Chouquette (homonymie).
Une chouquette est une très légère et petite pâtisserie soufflée à base de pâte à choux et de perle de sucre.

## Ingrédients
La chouquette est faite de pâte à choux qui est constituée d'eau ou de lait (ou même moitié-moitié), de beurre, de farine de froment, d'œufs et de sel, parsemée de sucre perlé, cuite dans un four.
Le choix entre le lait et l'eau pour la réalisation de la recette se fait en fonction de l'effet désiré. Le lait sera majoritaire pour une recette plus gourmande, quant à l'eau elle permet un meilleur assèchement de la panade et obtenir des chouquettes plus sèches.
Le sucre est parfois remplacé par des gouttes de chocolat.